# Circuito de Baloncesto de la Costa del Pacífico 2015
La Temporada 2015 del CIBACOPA fue la decimoquinta edición del Circuito de Baloncesto de la Costa del Pacífico. El torneo comenzó el 7 de abril y contó con nueve equipos de los estados de Sonora y Sinaloa, además de la representación del campeón de 2014, Tijuana Zonkeys.

## Campeón de Liga
El Campeonato del Circuito de Baloncesto de la Costa del Pacífico lo obtuvieron los Tijuana Zonkeys, los cuales derrotaron en una reñida Serie Final a la Fuerza Guinda de Nogales por 4 juegos a 3, coronándose el equipo tijuanense en calidad de visitante en el propio Gimnasio "Carlos Hernández Carrera" de Nogales, Sonora.

## Equipos participantes
Temporada "UPC 2015"
| Circuito de Baloncesto de la Costa del Pacífico 2015 |                          |                                     |           |
| Equipo                                               | Ciudad                   | Pabellón                            | Capacidad |
| Caballeros de Culiacán                               | Culiacán, Sinaloa        | Polideportivo Juan S Millán         | 2,000     |
| Frayles de Guasave                                   | Guasave, Sinaloa         | Gimnasio "Luis Estrada Medina"      | 2,000     |
| Fuerza Guinda de Nogales                             | Nogales, Sonora          | Gimnasio "Carlos Hernández Carrera" | 2,000     |
| Garra Cañera de Navolato                             | Navolato, Sinaloa        | Gimnasio "Briseida Acosta Balarezo" | 1,200     |
| Mineros de Cananea                                   | Cananea, Sonora          | Gimnasio "Luis Encinas Johnson"     | 1,700     |
| Náuticos de Mazatlán                                 | Mazatlán, Sinaloa        | Lobo Dome                           | 3,000     |
| Ostioneros de Guaymas                                | Guaymas, Sonora          | Gimnasio Municipal de Guaymas       | 1,200     |
| Pioneros de Los Mochis                               | Los Mochis, Sinaloa      | Auditorio "Benito Juárez"           | 1,800     |
| Rayos de Hermosillo                                  | Hermosillo, Sonora       | Gimnasio del Estado de Sonora       | 3,500     |
| Tijuana Zonkeys                                      | Tijuana, Baja California | Auditorio Fausto Gutiérrez Moreno   | 4,888     |

## Tabla de posiciones
- Actualizadas las clasificaciones al 13 de junio de 2015. [3]

JJ = Juegos Jugados, JG = Juegos Ganados, JP = Juegos Perdidos, Ptos. = Puntos Obtenidos = (JGx2)+(JP), PF= Puntos a favor, PC = Puntos en contra, Dif. = Diferencia entre Ptos. a favor y en contra, Pts. = Puntos Acumulados Totales
| Clasificado a los playoffs |

| Eliminado de los playoffs |

| Clasificación General    |    |    |    |       |      |      |      |      |
| Equipo                   | JJ | JG | JP | Ptos. | PF   | PC   | Dif. | Pts. |
| Náuticos de Mazatlán     | 38 | 26 | 12 | 64    | 3286 | 3086 | 200  | 19.0 |
| Ostioneros de Guaymas    | 38 | 28 | 10 | 66    | 3252 | 2917 | 335  | 18.0 |
| Rayos de Hermosillo      | 38 | 23 | 15 | 61    | 3355 | 3248 | 107  | 14.0 |
| Fuerza Guinda de Nogales | 38 | 22 | 16 | 60    | 3388 | 3363 | 25   | 13.0 |
| Pioneros de Los Mochis   | 38 | 20 | 18 | 58    | 3148 | 3259 | -111 | 12.5 |
| Tijuana Zonkeys          | 38 | 21 | 17 | 59    | 3359 | 3312 | 47   | 12.0 |
| Caballeros de Culiacán   | 38 | 14 | 24 | 52    | 3070 | 3210 | -140 | 8.5  |
| Garra Cañera de Navolato | 38 | 14 | 24 | 52    | 3321 | 3382 | -61  | 8.5  |
| Frayles de Guasave       | 38 | 14 | 24 | 52    | 3039 | 3208 | -169 | 8.5  |
| Mineros de Cananea       | 38 | 9  | 30 | 46    | 3308 | 3541 | -233 | 6.0  |

## Playoffs
|  | Cuartos de final | Cuartos de final | Cuartos de final |               |   | Semifinales | Semifinales | Semifinales |  |   | Final            | Final | Final |  |
|  |                  |                  |                  |               |   |             |             |             |  |   | 12 - 23 de julio |       |       |  |
|  |                  |                  |                  |               |   |             |             |             |  |   |                  |       |       |  |
|  |                  |                  |                  |               |   |             |             |             |  |   |                  |       |       |  |
|  | 2                | Ostioneros       | 4                |               |   |             |             |             |  |   |                  |       |       |  |
|  | 2                | Ostioneros       | 4                |               |   |             |             |             |  |   |                  |       |       |  |
|  | 7                | Caballeros       | 1                |               |   |             |             |             |  |   |                  |       |       |  |
|  | 7                | Caballeros       | 1                |               | 2 | Ostioneros  | 3           |             |  |   |                  |       |       |  |
|  |                  |                  |                  |               | 2 | Ostioneros  | 3           |             |  |   |                  |       |       |  |
|  |                  |                  | 4                | Fuerza Guinda | 4 |             |             |             |  |   |                  |       |       |  |
|  | 4                | Fuerza Guinda    | 4                | Fuerza Guinda | 4 | 4           |             |             |  |   |                  |       |       |  |
|  | 4                | Fuerza Guinda    |                  |               |   |             |             |             |  |   |                  |       |       |  |
|  | 5                | Pioneros         | 1                |               |   |             |             |             |  |   |                  |       |       |  |
|  | 5                | Pioneros         | 1                |               |   |             |             |             |  | 4 | Fuerza Guinda    | 3     |       |  |
|  |                  |                  |                  |               |   |             |             |             |  | 4 | Fuerza Guinda    | 3     |       |  |
|  |                  |                  | 6                | Zonkeys       | 4 |             |             |             |  |   |                  |       |       |  |
|  | 1                | Náuticos         | 6                | Zonkeys       | 4 | 4           |             |             |  |   |                  |       |       |  |
|  | 1                | Náuticos         |                  |               |   |             |             |             |  |   |                  |       |       |  |
|  | 8                | Garra Cañera     | 3                |               |   |             |             |             |  |   |                  |       |       |  |
|  | 8                | Garra Cañera     | 3                |               | 1 | Náuticos    | 1           |             |  |   |                  |       |       |  |
|  |                  |                  |                  |               | 1 | Náuticos    | 1           |             |  |   |                  |       |       |  |
|  |                  |                  | 6                | Zonkeys       | 4 |             |             |             |  |   |                  |       |       |  |
|  | 3                | Rayos            | 6                | Zonkeys       | 4 | 2           |             |             |  |   |                  |       |       |  |
|  | 3                | Rayos            |                  |               |   |             |             |             |  |   |                  |       |       |  |
|  | 6                | Zonkeys          | 4                |               |   |             |             |             |  |   |                  |       |       |  |
|  | 6                | Zonkeys          | 4                |               |   |             |             |             |  |   |                  |       |       |  |
|  |                  |                  |                  |               |   |             |             |             |  |   |                  |       |       |  |

### Final
| Fecha                       | Hora  | Equipo local             | Resultado | Equipo visitante         |
| --------------------------- | ----- | ------------------------ | --------- | ------------------------ |
| 12 de julio de 2015         | 20:15 | Fuerza Guinda de Nogales | 82 - 93   | Tijuana Zonkeys          |
| 13 de julio de 2015         | 20:15 | Fuerza Guinda de Nogales | 92 - 89   | Tijuana Zonkeys          |
| 16 de julio de 2015         | 19:30 | Tijuana Zonkeys          | 88 - 70   | Fuerza Guinda de Nogales |
| 18 de julio de 2015         | 19:30 | Tijuana Zonkeys          | 84 - 91   | Fuerza Guinda de Nogales |
| 19 de julio de 2015         | 19:30 | Tijuana Zonkeys          | 93 - 86   | Fuerza Guinda de Nogales |
| 22 de julio de 2015         | 20:15 | Fuerza Guinda de Nogales | 104 - 99  | Tijuana Zonkeys          |
| 23 de julio de 2015         | 20:15 | Fuerza Guinda de Nogales | 56 - 80   | Tijuana Zonkeys          |
| Zonkeys gana la serie 4 - 3 |       |                          |           |                          |

## Líderes individuales
| Categoría    | Jugador                                              | Promedio | %    |
| ------------ | ---------------------------------------------------- | -------- | ---- |
| Puntos       | Durrell Summers (Rayos de Hermosillo)                | 22.9     | *    |
| Rebotes      | Theron Lavant Laudermill II (Pioneros de Los Mochis) | 9.8      | *    |
| Asistencias  | Marcus Morrison (Tijuana Zonkeys)                    | 5.6      | *    |
| Tiros de 2   | Jerome Anthony Habel (Ostioneros de Guaymas)         | *        | 69.8 |
| Tiros de 3   | Luis Ramírez Loera (Tijuana Zonkeys)                 | *        | 49.4 |
| Tiros Libres | Paul Reyes (Fuerza Guinda de Nogales)                | *        | 82.5 |